# Yapato (La Unión)
Yapato es una villa peruana ubicada en el distrito de La Unión, perteneciente a la provincia y departamento de Piura, al norte del Perú. 

## Ubicación
Yapato se ubica al suroeste de la provincia de Piura, en el distrito de La Unión, en el departamento de Piura.

## Demografía
En 2017 Yapato tenía una población de 2787 habitantes.
| Gráfica de evolución demográfica de Yapato entre 1993 y 2017 |
|                                                              |
| Fuentes: Población 1993 y 2017                               |